# Piazza della Signoria
A Piazza della Signoria Firenze egyik központi tere, amihez szinte a város összes jelentős politikai eseménye hozzákapcsolódik. Ezenkívül a tér a város egyik turisztikai központja is, számos jelentős épülettel és köztéri szoborral.

## Leírása
A tér az egymással párhuzamos via Calzaiuoli, via dei Cerchi és via dei Magazzini összefutásánál található, szinte az Arno partján, amivel az Uffizi képtár tömbje köti össze.
A teret a legtöbb turista a via Calzaiuoli sétálóutca felől közelíti meg, mely a Dóm térrel köti össze. Onnan érkezve előbb a Loggia dei Lanzi válik láthatóvá, majd a tér legjelentősebb épülete, a Palazzo Vecchio és jellegzetes tornya. A Palazzo Vecchio a szabálytalan kialakítású tér egyik sarkát foglalja el, ezáltal teszi L-alakúvá a teret. A palazzo északi sarkánál található a Neptun-kút, mellette I. Cosimo de’ Medici lovas szobra. A két szobor mintegy elzárja a tér többi részét.
A Loggia del Lanziban és a Palazzo Vecchio előtt jelentős szobrok illetve másolatuk áll, többek között Michelangelo Dávidjáé.

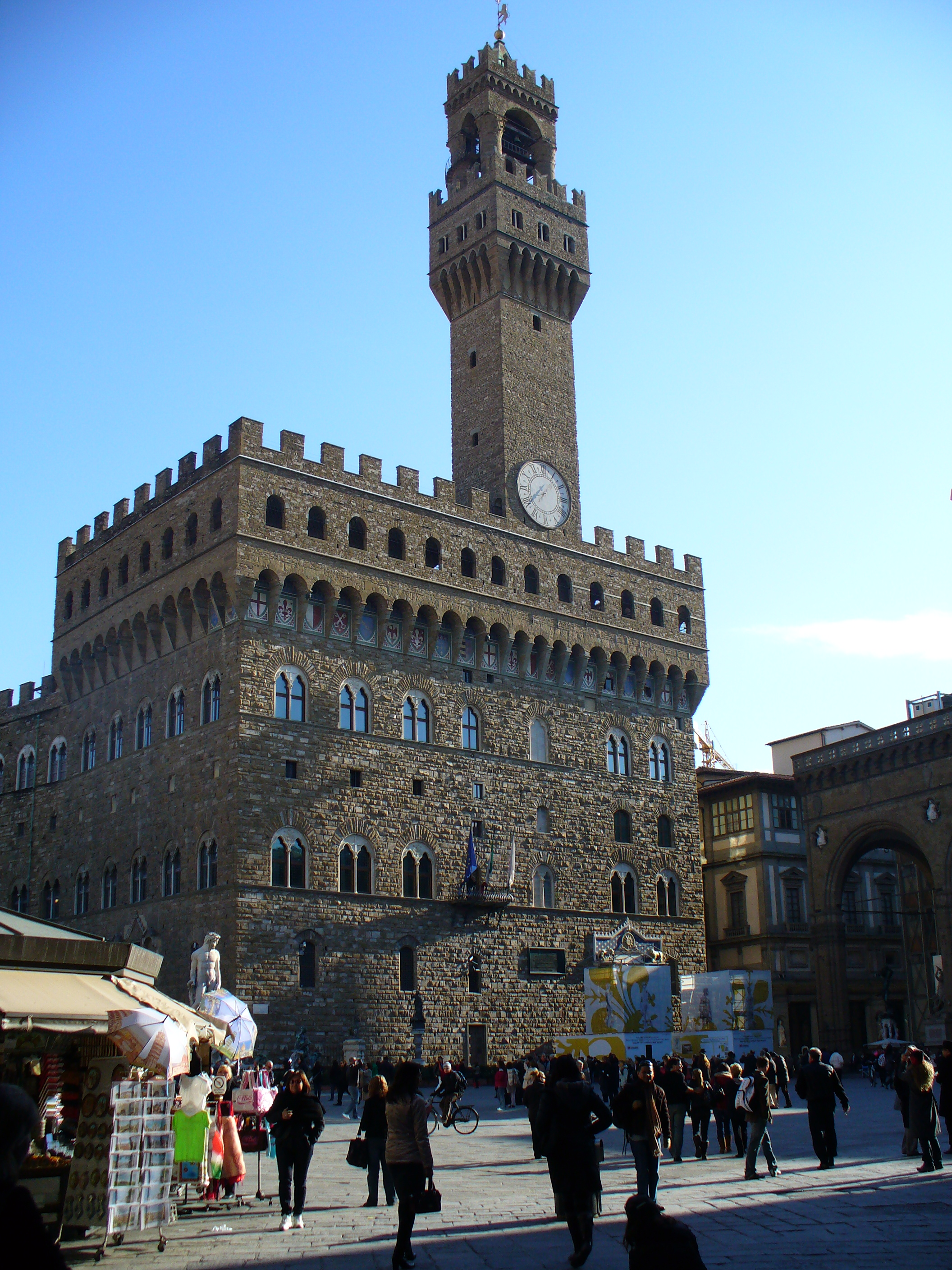
A Palazzo Vecchio
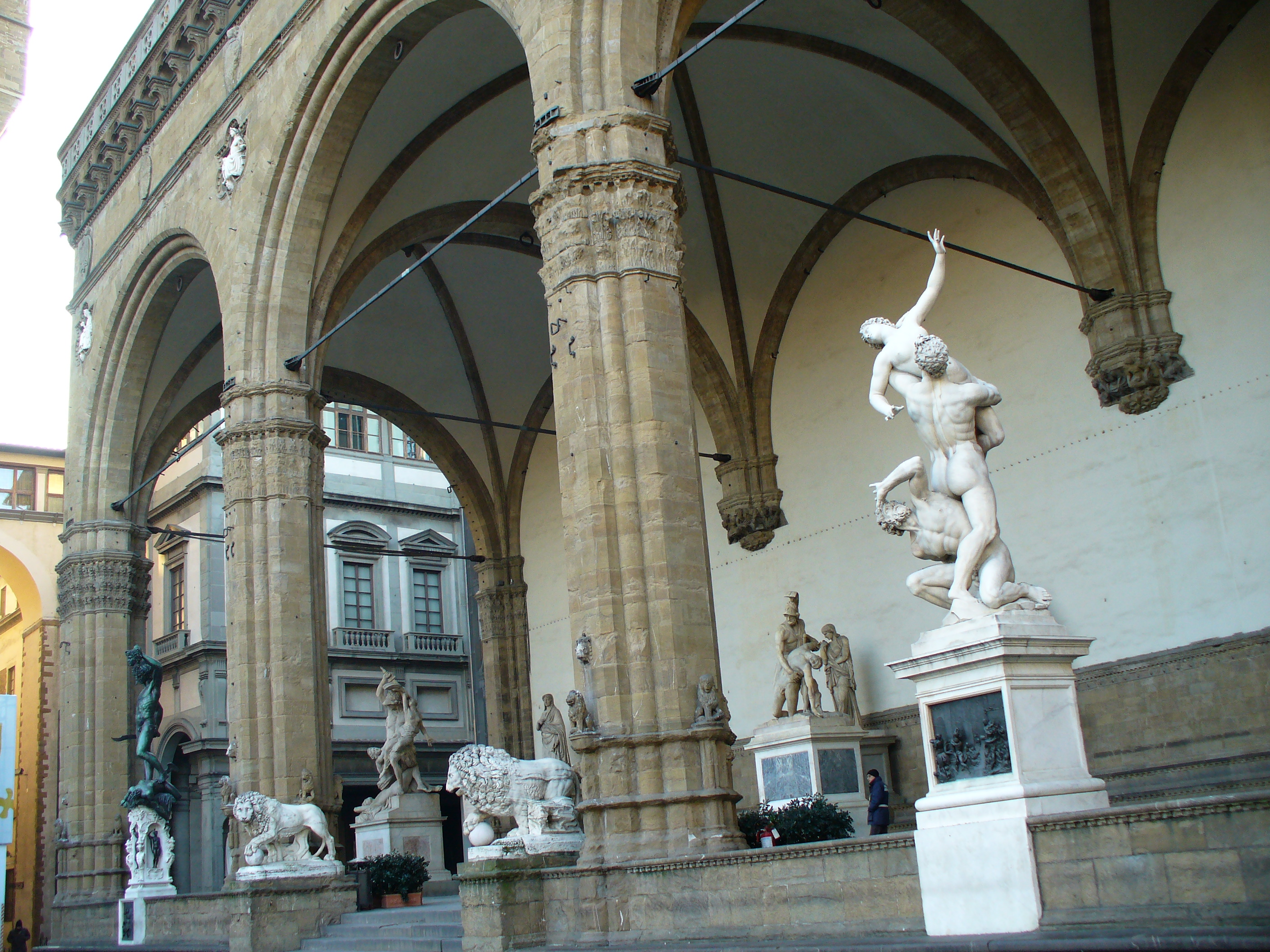
A Loggia dei Lanzi
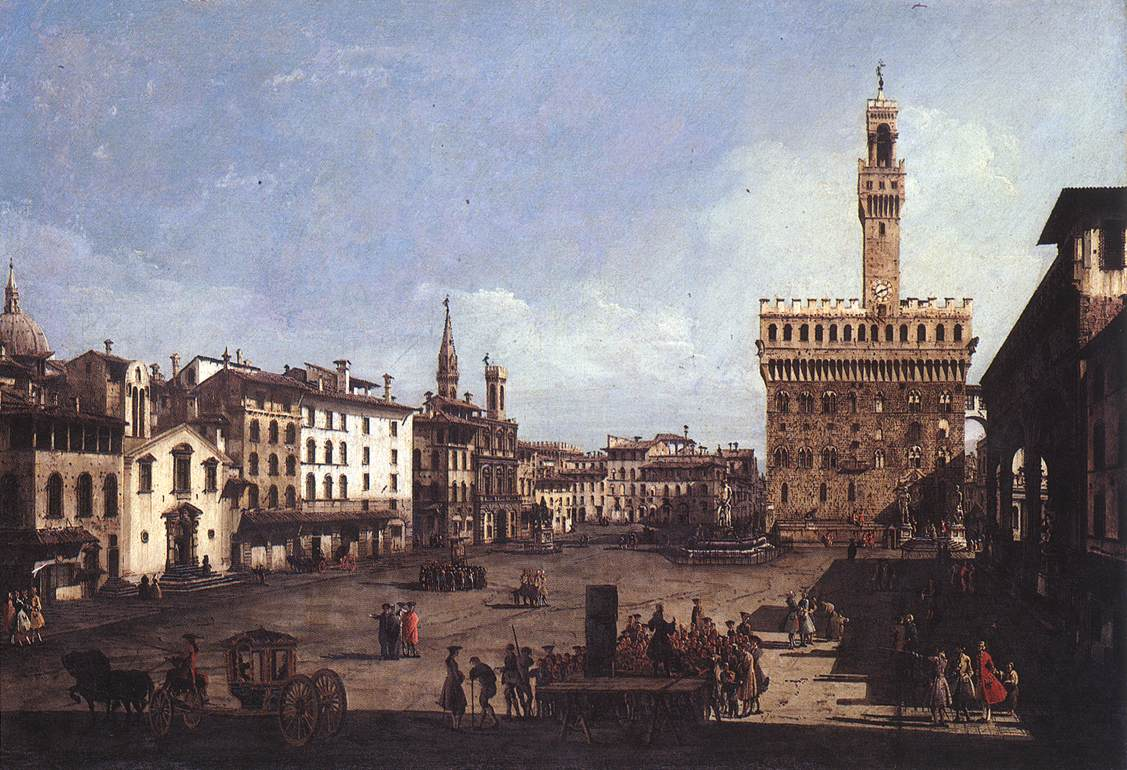
A tér az 1740-es években
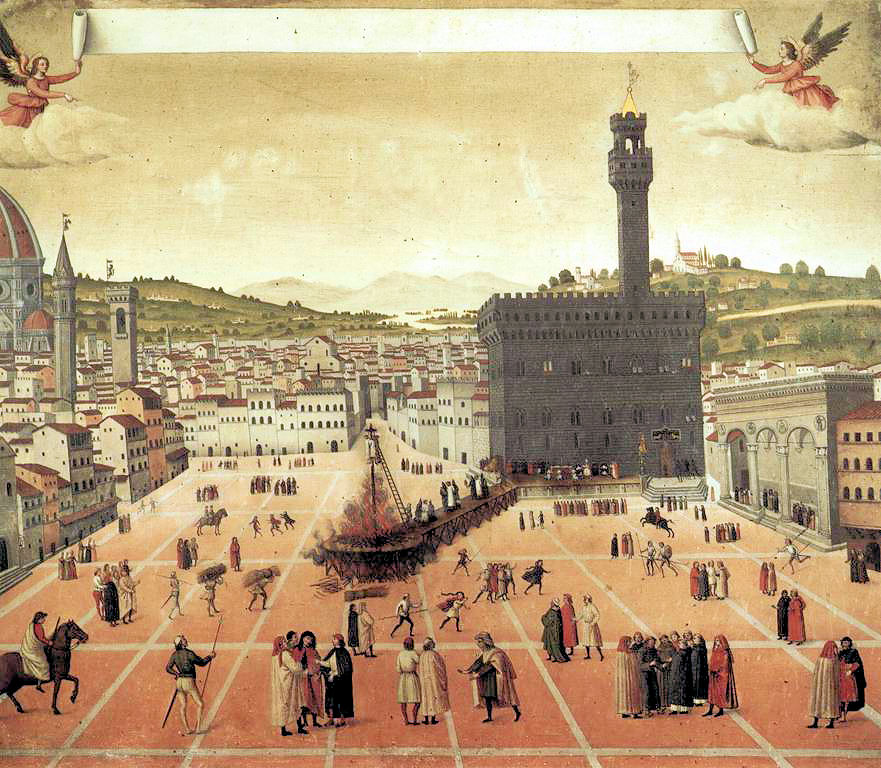
Girolamo Savonarola kivégzése a téren a 15. század végén

## Története
A teret 1267-ben kezdték kialakítani, miután legyőzték a várost uraló ghibellin párti urakat, s lerombolták a palotáikat. Az így képződött és sokáig be nem épített területen alakították ki a század végén és a következő században. Az egyik volt lakótorony alapjait, mely a Foraboschi családé volt, felhasználták a Palazzo Vecchio tornyának alapozásához.
1498-ban a téren égették meg Girolamo Savonarolát. A kivégzés helyét emléktábla jelzi.
A teret később Michelangelo tervei szerint kezdték volna átépíteni, aki a Loggia dei Lanzi árkádjait akarta folytatni körbe a tér mentén, de a magas költségek miatt ezt a tervet elvetették.
A téren végzett ásatások során egy ghibellin-palota maradványai mellett ókori római és egyéb leleteket is felszínre hoztak. A leletek konzerválása körül vita alakult ki, végül úgy döntöttek, hogy a teret újból befedik.
A téren jelentős a turistaforgalom nemcsak nappal, de éjjel is, éjszakai hangulatáról Stendhal azt írta, hogy úgy érzi, mintha átélte volna a „történelem tragédiáját".

## Látnivalói
- Palazzo Vecchio
- Loggia dei Lanzi
- Uffizi-képtár
- Palazzo Uguccioni
- Neptun-kút
- I. Cosimo de’ Medici lovas szobra
- Savonarola emléktáblája
- Dávid-szobor